# Conseil national de la Défense (Brésil)
Le Conseil national de la Défense du Brésil (en portugais : Conselho de Defesa Nacional, CDN) est un comité consultatif qui se réunit autour du Président du Brésil et délibère des sujets de sécurité nationale, Affaires étrangères et de Défense. Le conseil national de la Défense est créé le 29 novembre 1927 par le Président Washington Luís. Il est composé des principaux ministres, des commandants militaires et il est présidé par le Président du pays.

## Composition actuelle
Le Conseil national de la Défense est présidé par le Président du Brésil et composé des membres suivants :
| Structure du Conseil national de la Défense (actuel) | Structure du Conseil national de la Défense (actuel) |
| ---------------------------------------------------- | --- |
| Président                                            | Dilma Vana Rousseff (Président du Brésil) |
| Secrétaire exécutif                                  | José Elito Carvalho Siqueira (Cabinet de la Sécurité Institutionnelle (en)) |
| Membres statutaires                                  | Michel Temer (Vice-président du Brésil) Marco Maia (Chambre des députés du Brésil) José Sarney (Président du Sénat) Celso Amorim (Ministre de la Défense) José Eduardo Cardozo (Ministre de la Justice) Antonio Patriota (Ministre des Relations extérieures) Miriam Belchior (Ministre de la Planification et du Budget) |
| Conseillers militaires                               | Gén. José Carlos De Nardi (État-major des forces armées (en)) Adm. Júlio Soares de Moura Neto (Commandant de la Marine) Gen. Enzo Martins Peri (Commandant de l'Armée) Lt. Brig. Juniti Saito (Commandant de la Force aérienne)                                                                                           |
| Participants supplémentaires                         | Le Président peut nommer des participants supplémentaires si nécessaire. |